# Liste der Deutschen Meister im Dressurreiten

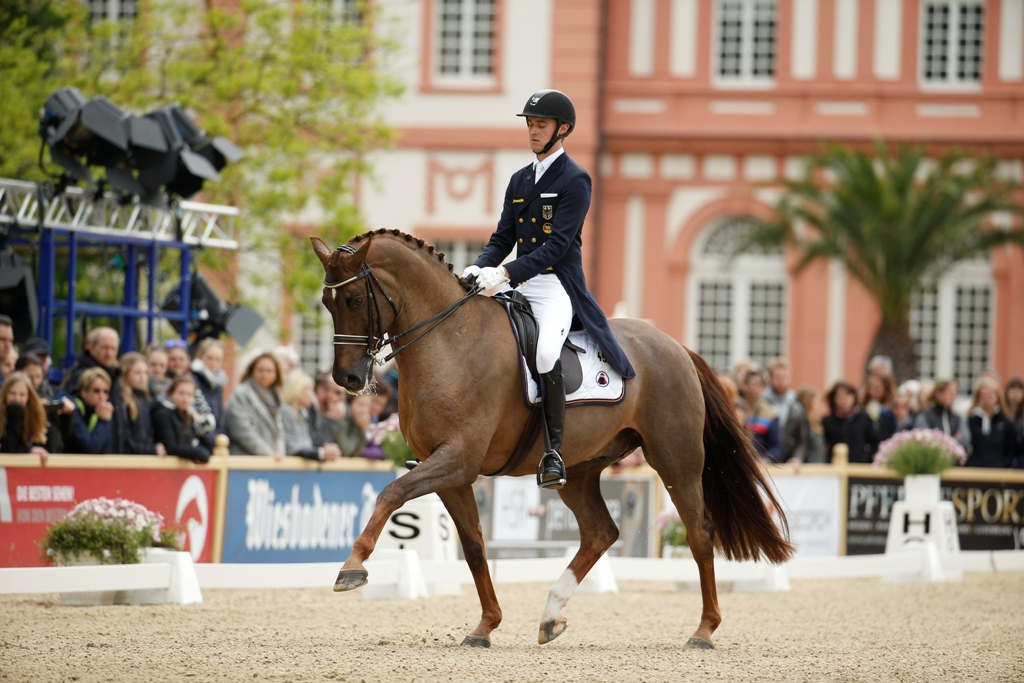
Sönke Rothenberger mit Favourit beim CDI 5* PfingstTurnier Wiesbaden 2016

Die deutschen Meisterschaften im Dressurreiten werden seit 1959 jährlich ausgetragen. Bis einschließlich 2008 gab es getrennte Wettbewerbe für die Herren und die Damen. Seit 2009 treten sie gegeneinander an, und es wird jeweils ein Titel im Grand Prix Spécial und in der Grand Prix Kür verliehen.

## Sieger ab 2009
| Jahr | Ort     | Grand Prix Spécial                      | Grand Prix Kür                            |
| ---- | ------- | --------------------------------------- | ----------------------------------------- |
| 2024 | Balve   | Jessica von Bredow-Werndl TSF Dalera BB | Jessica von Bredow-Werndl TSF Dalera BB   |
| 2023 | Balve   | Jessica von Bredow-Werndl TSF Dalera BB | Jessica von Bredow-Werndl TSF Dalera BB   |
| 2022 | Balve   | Dorothee Schneider Showtime FRH         | Isabell Werth DSP Quantaz                 |
| 2021 | Balve   | Jessica von Bredow-Werndl TSF Dalera BB | Jessica von Bredow-Werndl TSF Dalera BB   |
| 2020 | Balve   | Jessica von Bredow-Werndl TSF Dalera BB | Isabell Werth Weihegold OLD               |
| 2019 | Balve   | Dorothee Schneider Showtime             | Isabell Werth Emilio                      |
| 2018 | Balve   | Sönke Rothenberger Cosmo                | Sönke Rothenberger Cosmo                  |
| 2017 | Balve   | Isabell Werth Emilio                    | Isabell Werth Emilio                      |
| 2016 | Balve   | Isabell Werth Weihegold OLD             | Dorothee Schneider Showtime               |
| 2015 | Balve   | Kristina Sprehe Desperados FRH          | Kristina Sprehe Desperados FRH            |
| 2014 | Balve   | Kristina Sprehe Desperados FRH          | Kristina Sprehe Desperados FRH            |
| 2013 | Balve   | Helen Langehanenberg Damon Hill NRW     | Helen Langehanenberg Damon Hill NRW       |
| 2012 | Balve   | Helen Langehanenberg Damon Hill NRW     | Helen Langehanenberg Damon Hill NRW       |
| 2011 | Balve   | Matthias Alexander Rath Totilas         | Matthias Alexander Rath Totilas           |
| 2010 | Münster | Isabell Werth Warum nicht FRH           | Isabell Werth Warum nicht FRH             |
| 2009 | Balve   | Isabell Werth Warum nicht FRH           | Matthias Alexander Rath Sterntaler-Unicef |

## Sieger von 1991 bis 2008
| Jahr | Ort      | Herren                                    | Damen                             |
| ---- | -------- | ----------------------------------------- | --------------------------------- |
| 2008 | Balve    | Matthias Alexander Rath Sterntaler-Unicef | Isabell Werth Warum nicht FRH     |
| 2007 | Gera     | Hubertus Schmidt Andretti H               | Isabell Werth Warum nicht FRH     |
| 2006 | Münster  | Klaus Husenbeth Piccolino                 | Heike Kemmer Bonaparte            |
| 2005 | Verden   | Hubertus Schmidt Wansuela Suerte          | Heike Kemmer Bonaparte            |
| 2004 | Balve    | Martin Schaudt Weltall VA                 | Ulla Salzgeber Rusty              |
| 2003 | Gera     | Klaus Husenbeth Piccolino                 | Ulla Salzgeber Rusty              |
| 2002 | Mannheim | Klaus Husenbeth Piccolino                 | Nadine Capellmann Gracioso        |
| 2001 | Münster  | Rudolf Zeilinger Livijno                  | Nadine Capellmann Farbenfroh      |
| 2000 | Balve    | Michael Klimke White Foot                 | Ulla Salzgeber Rusty              |
| 1999 | Verden   | Jürgen Wirths Souverän W                  | Nadine Capellmann-Biffar Gracioso |
| 1998 | Gera     | Jürgen Wirths Souverän W                  | Isabell Werth Amaretto            |
| 1997 | Münster  | Martin Schaudt Durgo                      | Isabell Werth Amaretto            |
| 1996 | Balve    | Klaus Balkenhol Goldstern                 | Isabell Werth Gigolo FRH          |
| 1995 | Gera     | Klaus Balkenhol Goldstern                 | Isabell Werth Gigolo FRH          |
| 1994 | Mannheim | Martin Schaudt Durgo                      | Karin Rehbein Donnerhall          |
| 1993 | Verden   | Klaus Balkenhol Goldstern                 | Nicole Uphoff Rembrandt           |
| 1992 | Balve    | Klaus Balkenhol Goldstern                 | Isabell Werth Gigolo FRH          |
| 1991 | Münster  | Klaus Balkenhol Goldstern                 | Isabell Werth Gigolo FRH          |

## Bundesrepublik Deutschland: Sieger von 1959 bis 1990
| Jahr | Ort              | Herren                             | Damen                                |
| ---- | ---------------- | ---------------------------------- | ------------------------------------ |
| 1990 | Mannheim         | Sven Rothenberger Ideaal           | Monica Theodorescu Ganimedes         |
| 1989 | Berlin           | Sven Rothenberger Ideaal           | Nicole Uphoff Rembrandt              |
| 1988 | Verden           | Reiner Klimke Ahlerich             | Nicole Uphoff Rembrandt              |
| 1987 | Mannheim         | Johann Hinnemann Ideaal            | Gina Capellmann Ampere               |
| 1986 | Berlin           | Reiner Klimke Ahlerich             | Gina Capellmann Ampere               |
| 1985 | Münster          | Reiner Klimke Ahlerich             | Ingeborg Fischer                     |
| 1984 | Balve            | Reiner Klimke Ahlerich             | Gabriele Disterer Paquito            |
| 1983 | Berlin           | Reiner Klimke Ahlerich             | Gabriela Grillo Gandision            |
| 1982 | München          | Uwe Schulten-Baumer jun. Slibowitz | Gabriela Grillo Galapagos            |
| 1981 | Berlin           | Reiner Klimke Ahlerich             | Gabriela Grillo Galapagos            |
| 1980 | München          | Uwe Schulten-Baumer jun. Slibowitz | Gabriela Grillo Galapagos            |
| 1979 | Berlin           | Uwe Schulten-Baumer jun. Slibowitz | Gabriela Grillo Ultimo               |
| 1978 | München          | Reiner Klimke Ahlerich             | Ilsebill Becher Elektron             |
| 1977 | Berlin           | Harry Boldt Mikado                 | Gabriela Grillo Ultimo               |
| 1976 |                  | nicht ausgetragen                  | nicht ausgetragen                    |
| 1975 | Berlin           | Reiner Klimke Mehmed               | Karin Schlüter Liostro               |
| 1974 | München          | Josef Neckermann Venetia           | Karin Schlüter Liostro               |
| 1973 | Berlin           | Harry Boldt Golo                   | Karin Schlüter Liostro               |
| 1972 |                  | nicht ausgetragen                  | nicht ausgetragen                    |
| 1971 | Berlin           | Josef Neckermann Venetia           | Liselott Linsenhoff Piaff            |
| 1970 | Euskirchen       | Wolfgang Haug Lorlot               | Karin Schlüter Liostro               |
| 1969 | Berlin           | Josef Neckermann Cantate/Mariano   | Ilsebill Becher Mitsouko/Silverdream |
| 1968 |                  | nicht ausgetragen                  | nicht ausgetragen                    |
| 1967 | Berlin           | Reiner Klimke Dux                  | Vroni Meier-Johann Waldfee           |
| 1966 | Hannover         | Harry Boldt Remus                  | Vroni Meier-Johann Waldfee           |
| 1965 | Berlin           | nicht ausgetragen                  | Rosemarie Springer Lenard            |
| 1964 | Herborn          | nicht ausgetragen                  | Ines von Badewitz Apache             |
| 1963 | Berlin           | Walter Günther Adjutant            | Rosemarie Springer Memor             |
| 1962 | Köln-Müngersdorf | Josef Neckermann Asbach            | Rosemarie Springer Memor             |
| 1961 | Berlin           | Willi Schultheis Doublette         | Rosemarie Springer Brillant          |
| 1960 | Köln             | Willi Schultheis Doublette         | Rosemarie Springer Brillant          |
| 1959 | Berlin           | Willi Schultheis Doublette         | Madeleine Winter Coca Cola           |

## Deutsche Demokratische Republik: Sieger von 1953 bis 1990
| Jahr | Ort                                                                  | Herren                                                               | Damen                                                                | Anmerkung |
| ---- | -------------------------------------------------------------------- | -------------------------------------------------------------------- | -------------------------------------------------------------------- | --- |
| 1990 |                                                                      | Jochen Vetters Jenson                                                | Ina Saalbach Juwelier                                                | |
| 1989 | Meisterschaften der „Senioren“ wegen Seuchensperre ausgefallen       | Meisterschaften der „Senioren“ wegen Seuchensperre ausgefallen       | Meisterschaften der „Senioren“ wegen Seuchensperre ausgefallen       | Meisterschaften der „Senioren“ wegen Seuchensperre ausgefallen                                                    |
| 1988 |                                                                      | Horst Köhler Markolf                                                 | Ina Saalbach Dorena IV                                               | |
| 1987 |                                                                      | Horst Köhler Markolf                                                 | Carola Mesic Hakim                                                   | |
| 1986 |                                                                      | Horst Köhler Markolf                                                 | Anke Saalbach Dorena IV                                              | |
| 1985 |                                                                      | Jochen Vetters Karat V                                               | Ina Saalbach Formosa-Tina                                            | |
| 1984 |                                                                      | Jochen Vetters Astrade III                                           | Ina Saalbach Franziska III                                           | |
| 1983 |                                                                      | Horst Köhler Midas                                                   | Ina Saalbach Franziska III                                           | |
| 1982 |                                                                      | Wolfgang Müller Sekundantin II                                       | Ina Saalbach Franziska III                                           | |
| 1981 |                                                                      | Horst Köhler Midas                                                   | Ina Saalbach Franziska III                                           | |
| 1980 |                                                                      | Horst Köhler Midas                                                   | Ina Saalbach Franziska III                                           | |
| 1979 |                                                                      | Horst Köhler Midas                                                   | Ina Saalbach Marios                                                  | |
| 1978 |                                                                      | Horst Köhler Midas                                                   | Ina Saalbach Marios                                                  | |
| 1977 |                                                                      | Horst Köhler Midas                                                   | Ina Saalbach Marios                                                  | |
| 1976 |                                                                      | Wolfgang Müller Semafor                                              | Lieselotte Beyer Rugby                                               | |
| 1975 |                                                                      | Wolfgang Müller Semafor                                              | Lieselotte Beyer Rugby                                               | |
| 1974 |                                                                      | Wolfgang Müller Semafor                                              | Lieselotte Beyer Rugby                                               | |
| 1973 |                                                                      | Hans-Werner Krüger Akazie II                                         | Lieselotte Beyer Rugby                                               | |
| 1972 |                                                                      | Wolfgang Meier Almwind                                               | Lieselotte Beyer Rugby                                               | |
| 1971 |                                                                      | Hans Plog Achat                                                      | Lieselotte Beyer Poinsettia                                          | |
| 1970 |                                                                      | Wolfgang Müller Marios                                               | Lieselotte Beyer Poinsettia                                          | Wolfgang Müller gewann die Wertung der Sonderklasse. In der allgemeinen Klasse gewann Norbert Grobe mit Greif zu. |
| 1969 |                                                                      | Wolfgang Müller Marios                                               | Lieselotte Beyer Poinsettia                                          | Wolfgang Müller gewann die Wertung der Sonderklasse. In der allgemeinen Klasse gewann Norbert Grobe mit Greif zu. |
| 1968 |                                                                      | Horst Köhler Neuschnee                                               | Lieselotte Beyer Poinsettia                                          | Die Damenwertung wurde im Finale mit Pferdewechsel entschieden.                                                   |
| 1967 |                                                                      | Horst Köhler Neuschnee                                               | Lieselotte Strehlow Poinsettia                                       | Die Damenwertung wurde im Finale mit Pferdewechsel entschieden.                                                   |
| 1966 |                                                                      | Horst Köhler Neuschnee                                               | Marion Neupert Liktor v.Strölla                                      | Die Damenwertung wurde im Finale mit Pferdewechsel entschieden.                                                   |
| 1965 |                                                                      | Wolfgang Müller Marios                                               | Lieselotte Strehlow Poinsettia                                       | Beide Wertungen wurden im Finale mit Pferdewechsel entschieden.                                                   |
| 1964 |                                                                      | Wolfgang Müller Helga                                                | Christel Granzow Aladin                                              | Beide Wertungen wurden im Finale mit Pferdewechsel entschieden.                                                   |
| 1963 |                                                                      | Wolfgang Müller Helga                                                | Margit Günther Harpagon                                              | Beide Wertungen wurden im Finale mit Pferdewechsel entschieden.                                                   |
| 1962 |                                                                      | Wolfgang Müller Helga                                                | Marion Neupert Liktor v.Strölla                                      | |
| 1961 |                                                                      | Wolfgang Müller Helga                                                | Marion Büttner Liktor v.Strölla                                      | Beide Wertungen wurden im Finale mit Pferdewechsel entschieden.                                                   |
| 1960 |                                                                      | Karlheinz Belke Mikosch                                              | (keine Datenwertung ausgetragen)                                     | Wertung wurde im Finale mit Pferdewechsel entschieden.                                                            |
| 1959 |                                                                      | Willi Lorenz Packeis                                                 | (keine Datenwertung ausgetragen)                                     | Wertung wurde im Finale mit Pferdewechsel entschieden.                                                            |
| 1958 |                                                                      | Willi Lorenz Winnetou                                                | (keine Datenwertung ausgetragen)                                     | Wertung wurde im Finale mit Pferdewechsel entschieden.                                                            |
| 1957 | Halle (Saale)                                                        | Willi Lorenz Winnetou                                                | (keine Datenwertung ausgetragen)                                     | Wertung wurde im Finale mit Pferdewechsel entschieden.                                                            |
| 1956 | Halle (Saale)                                                        | Helmut Hartmann Jeanette                                             | (keine Datenwertung ausgetragen)                                     | Wertung wurde im Finale mit Pferdewechsel entschieden.                                                            |
| 1955 | Meisterschaften der „Senioren“ aufgrund einer Tierseuche ausgefallen | Meisterschaften der „Senioren“ aufgrund einer Tierseuche ausgefallen | Meisterschaften der „Senioren“ aufgrund einer Tierseuche ausgefallen | Meisterschaften der „Senioren“ aufgrund einer Tierseuche ausgefallen                                              |
| 1954 | Hoppegarten                                                          | Willi Lorenz Harun                                                   | (keine Datenwertung ausgetragen)                                     | |
| 1953 | Neustadt (Dosse)                                                     | Willi Lorenz Harun                                                   | (keine Datenwertung ausgetragen)                                     | |
| 1952 | Meisterschaften der „Senioren“ aufgrund einer Tierseuche ausgefallen | Meisterschaften der „Senioren“ aufgrund einer Tierseuche ausgefallen | Meisterschaften der „Senioren“ aufgrund einer Tierseuche ausgefallen | Meisterschaften der „Senioren“ aufgrund einer Tierseuche ausgefallen                                              |

## Belege
- Franz R. Bissinger, Stefan Braun: Reiter, Fahrer, Pferde in der Geschichte des deutschen Turniersports. Verlag Welsermühl, Wels – München 1976, ISBN 3853291230. (Wettbewerbe 1959–1976: Reiter und Pferde)
- Eckhard F. Schröter: Das Glück dieser Erde. Leben u. Karriere dt. Springreiter. Hoffmann und Campe, Hamburg 1977, ISBN 3-455-08939-9. (Wettbewerbe 1959–1977: Austragungsorte)
- Pferdesport Rheinland: Jahresbericht 2006: Tabelle_VI-1_Erfolge_DM_Dressur.pdf (Austragungsorte und Reiter mit Pferd, falls Reiter aus dem Rheinland erfolgreich).
- Historie: Reitsport - Deutsche Meisterschaften (Dressur) (Wettbewerbe 1959–2003: Reiter)
- Ergebnisse der DDR-Meisterschaften in allen Disziplinen von 1953 - 1990, zusammengestellt 1990 von Erich Oese, Berlin